# Lagonda 16/80
O 16/80 foi um automóvel esportivo touring introduzido pela empresa britânica Lagonda em 1932, para substituir o Lagonda 2-litre de quatro cilindros.